# Éther de silyle

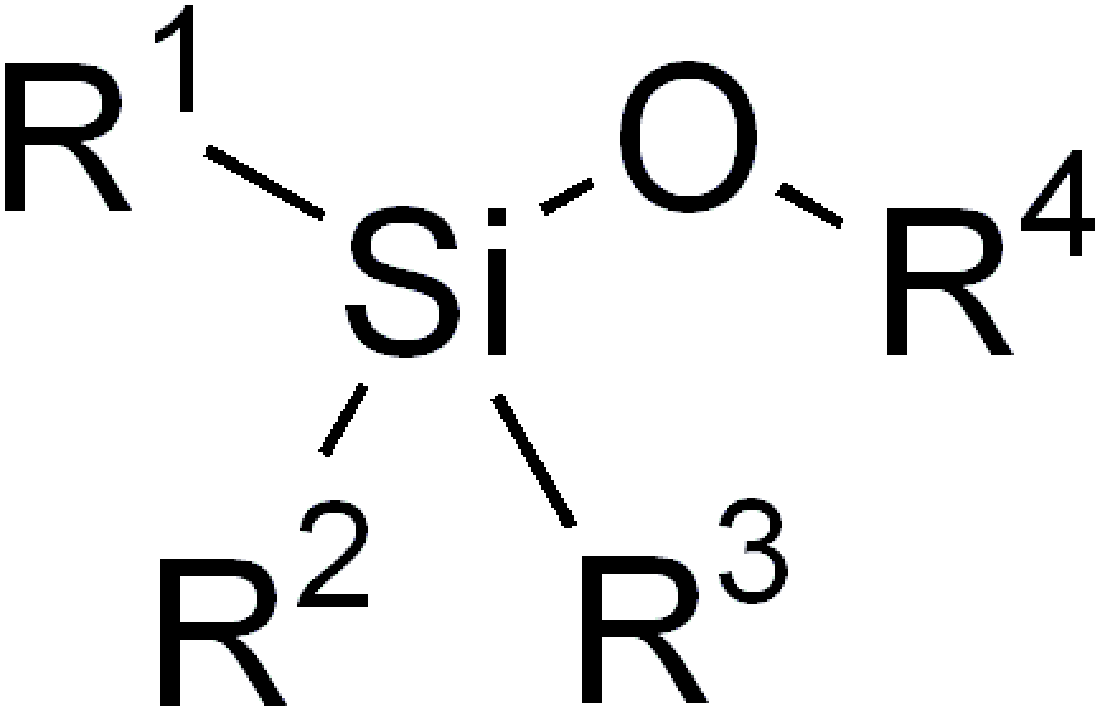
Structure générale d'un éther de silyle.

Un éther de silyle est un composé chimique contenant un atome de silicium lié par une liaison covalente à l'atome d'oxygène d'un groupe alcoxyle. La structure générale d'un éther de silyle est R1R2R3Si−O−R4 où R4 est un groupe alkyle ou aryle. Les éthers de silyle sont généralement utilisés comme groupes protecteurs des alcools en synthèse organique. R1, R2 et R3 pouvant être trois groupes alkyles quelconques, dans n'importe quel ordre, des composés d'une grande variété peuvent être obtenus. 

## Éthers de silyle communs
Les groupes silyle les plus communs utilisés pour former des éthers de silyle sont le triméthylsilyle (TMS), le tert-butyldiphénylsilyle (TBDPS), le tert-butyldiméthylsilyle (TBS/TBDMS) et le triisopropylsilyle (TIPS). Ces composés sont particulièrement utiles car ils peuvent être ajoutés ou retirés de façon très sélective en conditions douces.
|                          |                         |                                   |                                   |                             |
| TMS                      | TES                     | TBS/TBDMS                         | TBDPS                             | TIPS                        |
| Éther de triméthylsilyle | Éther de triéthylsilyle | Éther de tert-butyldiméthylsilyle | Éther de tert-butyldiphénylsilyle | Éther de triisopropylsilyle |